# Leila.exe
Leila.exe (Alfaguara, 2004) es la segunda novela del escritor indobritánico Hari Kunzru, cuyo título original es Transmission, aclamada por numerosos medios, entre ellos el New York Times.

## Sinopsis
Arjun Mehta es un joven indio que deja su país con la idea de triunfar en una empresa americana, pero cuando llega a los Estados Unidos no se encuentra con el paraíso que había soñado. Al ser despedido de su empresa e incapaz de regresar de nuevo a su país como un perdedor, Arjun, para llamar la atención, crea un virus informático con la imagen de su actriz preferida, Leila, que en poco tiempo bailará en las pantallas de medio mundo.